# Dacrydium xanthandrum
Dacrydium xanthandrum là một loài thực vật hạt trần trong họ Thông tre. Loài này được Pilg. miêu tả khoa học đầu tiên năm 1938.